# Copa Votorantim de 2014
A Copa Votorantim de 2014, então denominada como Copa Brasil Infantil, foi a 19.ª edição deste evento esportivo, um torneio nacional de futebol masculino sub-15 organizado pela Prefeitura de Votorantim.
O torneio compreendeu quatro distintas fases e envolveu a participação de um total de 16 clubes, ocorrendo no período de 16 a 26 de janeiro. A fase inicial consistiu na divisão dos participantes em quatro grupos, nos quais os clubes enfrentaram seus oponentes da mesma chave em partidas de turno único. Nas fases subsequentes, a determinação dos avançados para a fase seguinte baseou-se no resultado de partidas únicas, culminando na redução progressiva do número de clubes a cada fase até a disputa da final.
O título da edição foi conquistado pelo São Paulo, que venceu a decisão contra o Corinthians pelo placar de 5 a 4 na disputa por pênaltis. Este triunfo marcou o quarto título na história do clube neste torneio.

## Formato e participantes
A exemplo das edições anteriores, a edição de 2014 foi disputada por 16 clubes, divididos em quatro grupos. Após três rodadas, os líderes e os segundos colocados avançaram às quartas de final. A partir deste ponto, o sistema muda para partidas eliminatórias até a decisão. Os grupos foram sorteados em 13 dezembro de 2013.
| Federação         | Equipe                | Títulos               | Ref.  |
| ----------------- | --------------------- | --------------------- | ----- |
| Bahia             | Bahia                 | —                     | [ 5 ] |
| Bahia             | Vitória               | 1 (2000)              | [ 5 ] |
| Minas Gerais      | Atlético Mineiro      | —                     | [ 5 ] |
| Minas Gerais      | Cruzeiro              | 3 (2002, 2005 e 2006) | [ 5 ] |
| Paraná            | Coritiba              | 1 (2012)              | [ 5 ] |
| Rio de Janeiro    | Botafogo              | —                     | [ 5 ] |
| Rio de Janeiro    | Flamengo              | —                     | [ 5 ] |
| Rio de Janeiro    | Vasco da Gama         | —                     | [ 5 ] |
| Rio Grande do Sul | Grêmio                | 2 (2008 e 2010)       | [ 5 ] |
| Rio Grande do Sul | Internacional         | 2 (2009 e 2011)       | [ 5 ] |
| Santa Catarina    | Figueirense           | —                     | [ 5 ] |
| São Paulo         | Corinthians           | 2 (2003 e 2004)       | [ 5 ] |
| São Paulo         | Palmeiras             | —                     | [ 5 ] |
| São Paulo         | Santos                | —                     | [ 5 ] |
| São Paulo         | São Paulo             | 3 (1991, 1992 e 2013) | [ 5 ] |
| São Paulo         | Seleção de Votorantim | —                     | [ 5 ] |

## Primeira fase
No Grupo A, o São Paulo e o Vasco da Gama registraram um empate sem gols no jogo de abertura da Copa Votorantim de 2014, ocorrido em 16 de janeiro, no estádio Domênico Paolo Metidieri. Paralelamente, o Internacional e o Vitória também empataram, com o placar final de 2 a 2. O clube paulista assegurou a liderança do grupo ao vencer os dois confrontos subsequentes, enquanto o gaúcho e o carioca terminaram empatados na segunda posição. O Internacional avançou nos critérios de desempate.
Um cenário análogo foi observado no Grupo C, onde o Corinthians assumiu a liderança com sete pontos, seguido pelo Botafogo, que conquistou a segunda colocação ao computar um ponto a mais do que o Coritiba.
Por último, Santos e Atlético Mineiro triunfaram em todas as suas partidas, assegurando não apenas suas classificações antecipadas, mas também a liderança em seus respectivos grupos. Cruzeiro e Figueirense conquistaram as últimas vagas.

## Fases finais
Após a determinação dos classificados, as quartas de final tiveram início em 21 de janeiro, com os embates entre Botafogo e São Paulo, e Corinthians e Internacional inaugurando as partidas eliminatórias. Ambos os clubes paulistas emergiram vitoriosos, cada um com o placar de 2 a 1. No dia seguinte, ocorreram os dois últimos embates, envolvendo Atlético Mineiro e Cruzeiro, e Figueirense e Santos. O confronto entre Figueirense e Santos terminou empatado por 1 a 1 durante o tempo regulamentar, levando a decisão para a disputa de pênaltis. Após uma série de cobranças, a equipe catarinense emergiu vitoriosa com um placar final de 9 a 8. Enquanto isso, após empate em 1 a 1, o Atlético Mineiro eliminou o rival Cruzeiro com um gol marcado na prorrogação.
Dois dias após a conclusão das quartas de final, as quatro equipes restantes competiram nas semifinais. No primeiro embate, Atlético Mineiro e São Paulo se confrontaram em um jogo caracterizado pelos gols iniciais. João Kiefer inaugurou o placar para o clube paulista aos dois minutos, ao passo que Iago igualou o marcador aos cinco. O embate permaneceu empatado até que, faltando cinco minutos para o término do tempo regulamentar, Fábio Augusto colocou o São Paulo novamente em vantagem, garantindo assim a vitória do atual campeão. Na outra semifinal, o Corinthians marcou dois gols nos três minutos de jogo e exerceu domínio sobre o Figueirense.
No dia 26 de janeiro, o estádio Domênico Paolo Metidieri serviu como local da final da Copa Votorantim de 2014, que foi disputada entre os tradicionais rivais do clássico Majestoso. No decorrer da primeira etapa da partida, ambas as equipes demonstraram iniciativa ofensiva, propiciando oportunidades de gol. Todavia, houve uma mudança no panorama durante o tempo regulamentar, quando o embate adquiriu uma dinâmica mais física, culminando em infrações e cartões, inclusive a expulsão do zagueiro Roni, do Corinthians. O placar permaneceu inalterado ao longo do tempo regulamentar e da prorrogação, sendo o desfecho do título determinado mediante cobranças de penalidades, nas quais o São Paulo emergiu vitorioso, em virtude de duas intervenções decisivas realizadas por seu goleiro, Thiago Couto. A vitória marcou a quarta conquista do São Paulo, elevando-o ao status de maior campeão na história da Copa Votorantim.
|  | Quartas de final       | Quartas de final |                |       | Semifinais | Semifinais |  |  | Final | Final |
|  |                        |                  |                |       |            |            |  |  |       |       |
|  |                        |                  |                |       |            |            |  |  |       |       |
|  |                        |                  |                |       |            |            |  |  |       |       |
|  | São Paulo              | 2                |                |       |            |            |  |  |       |       |
|  | São Paulo              | 2                |                |       |            |            |  |  |       |       |
|  | Botafogo               | 1                |                |       |            |            |  |  |       |       |
|  | Botafogo               | 1                | São Paulo      | 2     |            |            |  |  |       |       |
|  |                        |                  | São Paulo      | 2     |            |            |  |  |       |       |
|  |                        | Atlético Mineiro | 1              |       |            |            |  |  |       |       |
|  | Atlético Mineiro (pro) | Atlético Mineiro | 1              | 2     |            |            |  |  |       |       |
|  | Atlético Mineiro (pro) |                  |                | 2     |            |            |  |  |       |       |
|  | Cruzeiro               | 1                |                |       |            |            |  |  |       |       |
|  | Cruzeiro               | 1                | São Paulo (p.) | 0 (5) |            |            |  |  |       |       |
|  |                        |                  | São Paulo (p.) | 0 (5) |            |            |  |  |       |       |
|  |                        | Corinthians      | 0 (4)          |       |            |            |  |  |       |       |
|  | Corinthians            | Corinthians      | 0 (4)          | 2     |            |            |  |  |       |       |
|  | Corinthians            |                  |                | 2     |            |            |  |  |       |       |
|  | Internacional          | 1                |                |       |            |            |  |  |       |       |
|  | Internacional          | 1                | Corinthians    | 2     |            |            |  |  |       |       |
|  |                        |                  | Corinthians    | 2     |            |            |  |  |       |       |
|  |                        | Figueirense      | 0              |       |            |            |  |  |       |       |
|  | Santos                 | Figueirense      | 0              | 1 (8) |            |            |  |  |       |       |
|  | Santos                 |                  |                | 1 (8) |            |            |  |  |       |       |
|  | Figueirense (p.)       | 1 (9)            |                |       |            |            |  |  |       |       |
|  | Figueirense (p.)       | 1 (9)            |                |       |            |            |  |  |       |       |

- As equipes classificadas estão em negrito.

### Gerais
- «Copa Brasil Sub-15 - Votorantim 2014». Sports21. Consultado em 10 de dezembro de 2022. Arquivado do original em 24 de junho de 2021

### Específicas
1. ↑  Eduardo Gouvea (18 de janeiro de 2014). «Atlético MG vira pra cima do Figueirense é e o primeiro classificado». SuperFutebol. Consultado em 29 de janeiro de 2015. Arquivado do original em 30 de janeiro de 2015
2. ↑  «Torneio sub-15 que já teve Neymar, Robinho e Pato começa quinta-feira». GloboEsporte.com. 13 de janeiro de 2014. Consultado em 21 de abril de 2024. Cópia arquivada em 12 de dezembro de 2022
3. ↑  «Grupos da 19ª edição da Copa Brasil sub-15 de Votorantim são sorteados». GloboEsporte.com. 13 de dezembro de 2013. Consultado em 21 de abril de 2024. Cópia arquivada em 25 de junho de 2022
4. ↑  «Grupos da Copa Votorantim sub-15 2024 são sorteados; veja datas e jogos». ge. 16 de dezembro de 2023. Consultado em 28 de janeiro de 2024. Cópia arquivada em 23 de dezembro de 2023
5. ↑  «Seleção de Votorantim intensifica treinos para Copa Brasil de Futebol Infantil» (PDF). Jornal de Votorantim. 3 de janeiro de 2024. Consultado em 21 de abril de 2024. Cópia arquivada (PDF) em 12 de dezembro de 2022
6. ↑  «São Paulo e Vasco empatam sem gols na estreia da Copa Brasil sub-15». GloboEsporte.com. 16 de janeiro de 2014. Consultado em 20 de abril de 2024. Cópia arquivada em 21 de abril de 2024
7. ↑  «Inter e Vitória empatam e Grupo A da Copa Brasil sub-15 segue embolado». GloboEsporte.com. 17 de janeiro de 2014. Consultado em 20 de abril de 2024. Cópia arquivada em 21 de abril de 2024
8. ↑  «São Paulo bate o Vitória e Palmeiras e Grêmio empatam na Copinha sub-15». GloboEsporte.com. 18 de janeiro de 2014. Consultado em 20 de abril de 2024. Cópia arquivada em 21 de abril de 2024
9. 1 2  Pedro Craveiro (19 de janeiro de 2014). «São Paulo derrota o Inter e Vasco bate o Vitória na Copa Brasil sub-15». GloboEsporte.com. Consultado em 20 de abril de 2024. Cópia arquivada em 21 de abril de 2024
10. ↑  Eduardo Gouvea (19 de janeiro de 2014). «Com golaço de falta, Corinthians bate Coxa e encara o Inter nas quartas de finais». SuperFutebol. Consultado em 20 de abril de 2024. Arquivado do original em 30 de janeiro de 2015
11. ↑  Eduardo Gouvea (19 de janeiro de 2014). «Derrota para o Santos elimina Seleção de Votorantim da Copinha». SuperFutebol. Consultado em 29 de janeiro de 2015. Arquivado do original em 30 de janeiro de 2015
12. ↑  Eduardo Gouvea (19 de janeiro de 2014). «Atlético Mineiro mantém 100% de aproveitamento e pode pegar o Cruzeiro». SuperFutebol. Consultado em 29 de janeiro de 2015. Arquivado do original em 30 de janeiro de 2015
13. ↑  Eduardo Gouvea (19 de janeiro de 2014). «Rápido no gatilho, Cruzeiro bate Flamengo e fez o clássico contra o Atlético». SuperFutebol. Consultado em 29 de janeiro de 2015. Arquivado do original em 23 de setembro de 2017
14. ↑  Pedro Craveiro (19 de janeiro de 2013). «Figueirense bate o Palmeiras e elimina o alviverde da Copinha sub-15». GloboEsporte.com. Consultado em 21 de abril de 2024. Cópia arquivada em 21 de abril de 2024
15. ↑  Pedro Craveiro (19 de janeiro de 2014). «Copa sub-15: Timão, Tricolor, Raposa, Peixe, Bota, Inter e Galo vão às finais». GloboEsporte.com. Consultado em 20 de abril de 2024. Cópia arquivada em 21 de abril de 2024
16. ↑  Pedro Craveiro (21 de janeiro de 2014). «Timão elimina o Inter e São Paulo tira o Fogão da Copa Brasil sub-15». GloboEsporte.com. Consultado em 20 de abril de 2024. Cópia arquivada em 21 de abril de 2024
17. ↑  Pedro Craveiro (22 de janeiro de 2014). «Galo bate a Raposa e Figueira tira o Peixe da Copa Brasil sub-15». GloboEsporte.com. Consultado em 20 de abril de 2024. Cópia arquivada em 21 de abril de 2024
18. ↑  «São Paulo e Timão batem Atlético-MG e Figueira e estão na final do sub-15». GloboEsporte.com. 24 de janeiro de 2014. Consultado em 20 de abril de 2024. Cópia arquivada em 21 de abril de 2024
19. ↑  «São Paulo e Corinthians decidirão título amanhã». Cruzeiro do Sul 33306 ed. 25 de janeiro de 2014. p. 37. São Paulo e Corinthians disputarão o título da 19.ª edição da copa Brasil de Futebol Infantil. O clássico da molecada será realizado amanhã, às 10h, no estádio Domênico Paolo Metidieri, em Votorantim.
20. ↑  Natália de Oliveira (26 de janeiro de 2014). «São Paulo vence o Corinthians e é tetracampeão na Copa Brasil Infantil». GloboEsporte.com. Consultado em 20 de abril de 2024. Cópia arquivada em 10 de dezembro de 2022
21. ↑  «São Paulo leva o título pela quarta vez» (PDF). Jornal de Votorantim. 31 de janeiro de 2014. p. 43. Consultado em 20 de abril de 2024. Cópia arquivada (PDF) em 12 de dezembro de 2022